# دریاچه هازار
دریاچه هازار (ترکی استانبولی: Hazar Gölü) (به ارمنی: Ծովք լիճ) یک دریاچه در استان الازیغ کشور ترکیه است.